# إيزي شيراتسكي
يحزقيل (إيزي) شيراتسكي (بالعبرية: איזי שרצקי) (من مواليد ديسمبر 1946) هو رجل أعمال إسرائيلي وصاحب نادي هبوعيل إيروني كريات شمونة لكرة القدم.
في عام 2022  حصل على جائزة إسرائيل لإنجاز العمر والمساهمة المتميزة في المجتمع والدولة.